# Attentats de Quetta (2013)
Ne doit pas être confondu avec Attentat du marché de Quetta (2013).
Le 10 janvier 2013 au Pakistan, plusieurs attentats sont commis dans la ville de Quetta, capitale du Baloutchistan. Les attentats visaient la minorité chiite hazara, 130 personnes ont été tuées et au moins 270 ont été blessées.
En réponse, le premier ministre pakistanais Raja Pervez Ashraf a limogé le ministre en chef du Baloutchistan, Aslam Raisani, le remplaçant par Zulfikar Ali Magsi. Le jour de l'investiture du nouveau ministre, 22 personnes sont tuées et 60 autres blessées lors d'une attaque à la bombe.

## Déroulement
Le 10 janvier 2013 à Quetta, un IED a frappé un véhicule de l'armée pakistanaise, 12 personnes sont tuées et 47 autres sont blessées. Selon un officier de police, « les garde-frontières étaient la cible de cette attaque car la bombe a été placée en dessous de leur véhicule ». L'attaque sera revendiquée par le Front de libération du Baloutchistan,.
Le soir vers 20 h 30, dans un quartier majoritairement hazara, une ethnie chiite persécutée dans la région, un kamikaze a fait exploser son gilet explosif dans une salle de billard très fréquentée par cette minorité chiite. Alors que des civils hazaras, des policiers, les secouristes et des journalistes arrivent sur le lieu de l'incident, un véhicule piégé posé préalablement est enclenché à distance,.
La double attaque est dévastatrice, 110 personnes sont tuées et 270 autres sont blessées dont plusieurs grièvement. Le 13 janvier, le bilan est monté à 123 décès, pour finalement atteindre 130 morts, dont 9 policiers. Selon la police locale, l'assaillant portait une ceinture d'explosifs de 7 kilogrammes, tandis que la voiture contenait 100 kilogrammes d'explosifs. La zone a été totalement dévastée par les explosions, et l'électricité fut coupée dans la zone à cause des dégâts,.
Lashkar-e-Jhangvi, un groupe militant sunnite, a revendiqué cet attentat. Cette attaque consiste, selon un responsable local, en des représailles pour l'assassinat d'un imam sunnite et les dernières opérations de l'armée contre des caches d'armes du groupe,.
Le Baloutchistan a décrété trois jours de deuil pour rendre hommage aux victimes.

## Réaction
L'attentat a fait éclater de violentes manifestations dans la ville de Quetta. Les manifestants soutenus par des responsables chiites locaux ont érigé des barrages dans la ville, et refusé d'enterrer leurs morts jusqu'à ce que l'armée pakistanaise prenne le contrôle de la ville.
D'autres chiites ont organisé des manifestations à Karachi, Islamabad, Peshawar, Lahore et une dizaine d'autres villes. Le 13 janvier, le Premier ministre Raja Pervez Ashraf a rendu visite aux manifestants à Quetta et a accepté de renvoyer des responsables du gouvernement provincial. Il a strictement refusé de mettre en place un contrôle militaire dans la ville,.
Le 14 janvier, le Premier ministre annonce que le ministre en chef du Baloutchistan Aslam Raisani et son cabinet ont été démis de leurs fonctions, et que Zulfikar Ali Magsi a été nommé pour diriger le gouvernement provincial. En conséquence, les chiites ont accepté de mettre fin à leurs protestations et de commencer les enterrements des corps,.